# مات بيكر
مات بيكر (بالإنجليزية: Matt Baker)‏ هو لاعب كرة قدم أمريكية أمريكي، ولد في 11 مايو 1983 في إيست لانسنغ في الولايات المتحدة.